# インディーサミット
インディーサミットは、日本のプロレスインディー団体が集結したオールスター戦。

## 概要
第1回が2005年12月9日に後楽園ホールで開催されて2006年12月31日に第2回が同じく後楽園ホールにて開催された。発案者は当時、大日本プロレス統括部長（現：社長）だった登坂栄児。第2回をもってインディーサミットを封印。次回からはプロレスサミットとして再開することをTAKAみちのくが宣言した。

## インディーサミット
試合結果
| 第1試合 新人6人タッグ 時間無制限1本勝負                                                                                   |                                             |                                                            |
| ○井上勝正 小幡優作 中澤マイケル                                                                                           | 13分8秒 逆エビ固め                          | 杉山俊喜 小峠篤司 西山秀紘●                                |
| 第2試合 エンターテインメントマッチ 時間無制限1本勝負                                                                      |                                             |                                                            |
| 松田慶三 チョコボール向井 ○男色ディーノ                                                                                   | 17分35秒 男色ドライバー                     | フランチェスコ・トーゴー アントーニオ本多● ザ・ハンサムJOE |
| 第3試合 デスマッチ団体対抗戦蛍光灯デスマッチ 時間無制限1本勝負                                                            |                                             |                                                            |
| ○伊東竜二 "黒天使"沼澤邪鬼 アブドーラ小林                                                                                 | 17分11秒 ドラゴンスプラッシュ with 蛍光灯   | BADBOY非道 マンモス佐々木 佐々木貴●                        |
| 第4試合 大阪プロレス提供試合 時間無制限1本勝負                                                                            |                                             |                                                            |
| ○スーパードルフィン | 13分11秒 世界一のスプラッシュ               | ビリーケン・キッド●                                        |
| 第5試合 デルフィン軍団復活 新旧世代闘争 時間無制限1本勝負                                                                 |                                             |                                                            |
| 柿本大地 火野裕士 ○関本大介                                                                                               | 17分7秒 ジャーマンスープレックス            | スペル・デルフィン 新崎人生● TAKAみちのく                  |
| 試合中に暗転するとリング上に愚乱・浪花が登場。試合終了後客席からヨネ原人が登場し デルフィン軍団の完全集結に客席が沸いた。 |                                             |                                                            |
| 第6試合 新世代8人タッグ 時間無制限1本勝負                                                                                 |                                             |                                                            |
| PSYCHO 遮那王 ○飯伏幸太 タイガースマスク                                                                                  | 19分46秒 フェニックス式ローリングセントーン | 景虎 旭志織● 大石真翔 岸勝也                               |

## インディーサミット2006〜カウントダウンプロレス〜
試合結果
| 第1試合 6人タッグマッチ 時間無制限1本勝負                                                                                            |                                     |                                                           |
| ○西山秀絋 松山勘十郎 原田大輔 | 7分33秒 逆エビ固め                  | 忍 魔蛇美 梶ヤマト                                        |
| 第2試合 エンターテイメント3wayマッチ 時間無制限1本勝負                                                                               |                                     |                                                           |
| 男色ディーノ ●中澤マイケル | 17分25秒 垂直落下式ブレーンバスター | "ザ・ハンサム"JOE○ ヤス・ウラノ                           |
| もう1組は、バラモン・シュウ・バラモン・ケイ組                                                                                        |                                     |                                                           |
| 第3試合 空中戦! 時間無制限1回勝負 |                                     |                                                           |
| ○ラッセ エル・ブレイザー 宮本裕向 | 16分54秒 ジャガラギ                 | タイガースマスク PSYCHO 南野武●                           |
| 第4試合 100万円争奪プレジデントランブル                                                                                              |                                     |                                                           |
| ○グレート小鹿 | 18分12秒 オーバーザトップロープ     | 新崎人生●                                                 |
| 退場順（オーバーザトップロープ） カラオケマシーン2号、松田慶三、TAKAみちのく、高木三四郎、スペル・デルフィン、マッスル坂井、新崎人生 |                                     |                                                           |
| 第5試合 バトラーツルール 時間無制限1本勝負                                                                                           |                                     |                                                           |
| ○望月成晃 飯伏幸太 | 11分24秒 真・最強ハイキック         | 澤宗紀 フジタ"Jr"ハヤト●                                  |
| 第6試合 蛍光灯6人デスマッチ 時間無制限1本勝負                                                                                        |                                     |                                                           |
| 葛西純 ○"黒天使"沼澤邪鬼 シャドウWX                                                                                                  | 19分39秒 飛鬼邪行 with 蛍光灯       | 佐々木貴 気仙沼二郎● アブドーラ小林                       |
| 第7試合 海援隊☆DX復活!世代闘争 時間無制限1本勝負                                                                                     |                                     |                                                           |
| ○ディック東郷 MEN'Sテイオー TAKAみちのく 獅龍 FUNAKI                                                                                 | 17分18秒 ダイビングセントーン       | 大石真翔● KUDO 岸勝也 野橋真実 ミラニートコレクションa.t. |
| 第8試合 JUST NOW 時間無制限1本勝負                                                                                                   |                                     |                                                           |
| ●関本大介 HARASHIMA ビリーケン・キッド                                                                                               | 21分28秒 垂直落下式ブレーンバスター | GAINA 真霜拳號○ 谷嵜なおき                                |

## その他

### THE INDIE SUMMIT 2011
今回は、CZWが日本のインディー4団体(DDT、大日本プロレス、KAIENTAI-DOJO、FREEDOMS)をアメリカへ集結し開催されたイベントである。
試合結果
| 第1試合                        |                                                   |                            |
| ○男色ディーノ                  | 男色ドライバー                                    | DJハイド×                  |
| 第2試合                        |                                                   |                            |
| ○ジョーカー ブラック・ジーズ   | 連携技（ジャイアント スイング中にドロップキック） | 神威× テボン・ムーア       |
| 第3試合 CZWJr.ヘビー級選手権   |                                                   |                            |
| ○サミ・キャラハン              | 分秒 -                                            | 佐々木義人×                |
| 第4試合                        |                                                   |                            |
| ○真霜拳號 佐々木貴             | 分秒 -                                            | ドレイク・ヤンガー× MASADA |
| 第5試合 3WAYマッチ             |                                                   |                            |
| ○KUDO                          | 分秒 -                                            | マサ高梨×                  |
| もう1人はディック東郷          |                                                   |                            |
| 第6試合 ガラスボードデスマッチ |                                                   |                            |
| 葛西純 ×"黒天使"沼澤邪鬼       | -分-秒 -                                          | ダニー・ハボック 伊東竜二○ |